# Actinoptera meigeni
Actinoptera meigeni är en tvåvingeart som beskrevs av Friedrich Georg Hendel 1927. Actinoptera meigeni ingår i släktet Actinoptera och familjen borrflugor.
Artens utbredningsområde är Frankrike. Inga underarter finns listade i Catalogue of Life.